# Ramkhamhaeng
Pho Khun Khamhaeng (en tailandés: พ่อขุน รามคำแหง มหาราช; Pho Khun Ramkhamhaeng, nacido entre 1237-1247, muerto en 1298) fue el tercer rey de la dinastía de Phra Ruang, la decisión del reino de Sukhothai (un precursor del moderno Reino de Tailandia) desde 1279-1298, durante su época más próspera. Se le atribuye la creación del alfabeto tailandés y el firme establecimiento del Budismo Theravada como la religión oficial del reino. Estudios recientes han puesto en duda su papel, sin embargo, teniendo en cuenta que gran parte de la información relativa a su gobierno pudo haber sido fabricada en el siglo XIX con el fin de legitimar el Estado siameses frente a las amenazas coloniales.

## Vida y reinado

### Nacimiento
Sus padres fueron el príncipe Bang Klang Hao, que gobernó como rey Sri Indraditya y Reina Sueang, aunque una leyenda describe a sus padres como un ogro llamado Kangli y un pescador. Tuvo cuatro hermanos, entre ellos dos hermanos mayores y dos hermanas. El hermano mayor murió cuando aún era jóvenes. El segundo, Ban Muang, se convirtió en rey tras la muerte de su padre, y fue sucedido por Ram Khamhaeng después de su muerte.

### Nombre
A la edad de 19 años, participó en la invasión exitosa de su padre, de la ciudad de Sukhothai, un antiguo vasallo del Imperio Jemer y, esencialmente, establecer el reino de Sukhothai independiente. Debido a su conducta en la guerra, se le dio el título de "Phra Ram Khamhaeng", o Rama de la Bold. Después de la muerte de su padre, su hermano mayor, Ban Muang gobernó el reino y le dio el control de Ramkhamhaeng Príncipe de la ciudad de Si sáb Chanalai.
El Instituto Real de Tailandia especula que el nombre de Príncipe Ram Khamhaeng de nacimiento era "Ram" (derivado del nombre del héroe de la epopeya hindú Ramayana de Rama), por el nombre de él después de su coronación "Pho Khun Ramarat" (en tailandés: พ่อขุน ราม ราช ). Además, en ese momento existía una tradición de dar el nombre del abuelo al nieto, de acuerdo a la inscripción de piedra 11 y Crónicas Luang Prasoet Aksoranit de Ayutthaya, Ram Khamhaeng tenía un nieto llamado "Phraya Ram", y dos nietos de Phraya espolón llamado se "Phraya Ban Mueang" y "Phraya Ram".

### Acceso al trono
El historiador Tri Amattayakun (en tailandés: ตรี อ มา ต ย กุล) sugirió que Ram Khamhaeng deben tener acceso al trono en 1279, año en que creció un árbol de palma de azúcar en la ciudad de Sukhothai. El profesor Prasoet Na Nakhon del Real Instituto especula que este evento forma parte de una tradición de Tailandia Ahom los monarcas de la plantación de árboles banyan o azúcar de palma en el día de la coronación en la creencia de que su reinado sería alcanzar la misma estatura que el árbol.

### Reino
Ramkhamhaeng formó una alianza con la dinastía Yuan del imperio mongol, de quien importa las técnicas de la cerámica que ahora se conoce como Sangkhalok . Además, tenía una estrecha relación con los gobernantes vecinos de la cercana ciudad-estado, es decir, Ngam Muang, el gobernante de la vecina Phayao (cuya esposa, según la leyenda sedujo) y el rey Mangrai de Chiang Mai. De acuerdo con la historia nacional de Tailandia, Ramkhamhaeng expandió su reino a Lampang, Phrae y Nan en el norte, y Phitsanulok y Vientiane en el este, los estados de Mon de Birmania en el oeste, hasta la Golfo de Bengala, en el noroeste y Nakhon Si Thammarat, en el sur. Sin embargo, según el historiador Thongchai Winichakul, reinos tales como Sukhothai carecían de bordes bien definidos, en lugar de estar centrado en la fuerza de la capital del gran reino.
De acuerdo con la historia tailandesa, a Ramkhamhaeng se le atribuye el desarrollo del alfabeto tailandés (Lai Sue Thai) del sánscrito, pali y el Grantha. Su gobierno es a menudo citado por los apologistas de la monarquía tailandesa como evidencia de una "monarquía benevolente" aún hoy existente. Como tal, el tema es un tema muy sensible en Tailandia.

### Muerte
De acuerdo con las crónicas chinas, Ram Khamhaeng murió en 1298 y fue sucedido por su hijo, o alguna Loethai Khamhaeng el cual murió en 1323.
La Universidad Ramkhamhaeng, la primera de Tailandia, abre por primera vez, con sedes en todo el país y en algunas otra nacionalidades. Ramkhamhaeng fue denominado como el Rey Ramkhamhaeng el Grande.

## Leyenda

### La estela de Ramkhamhaeng

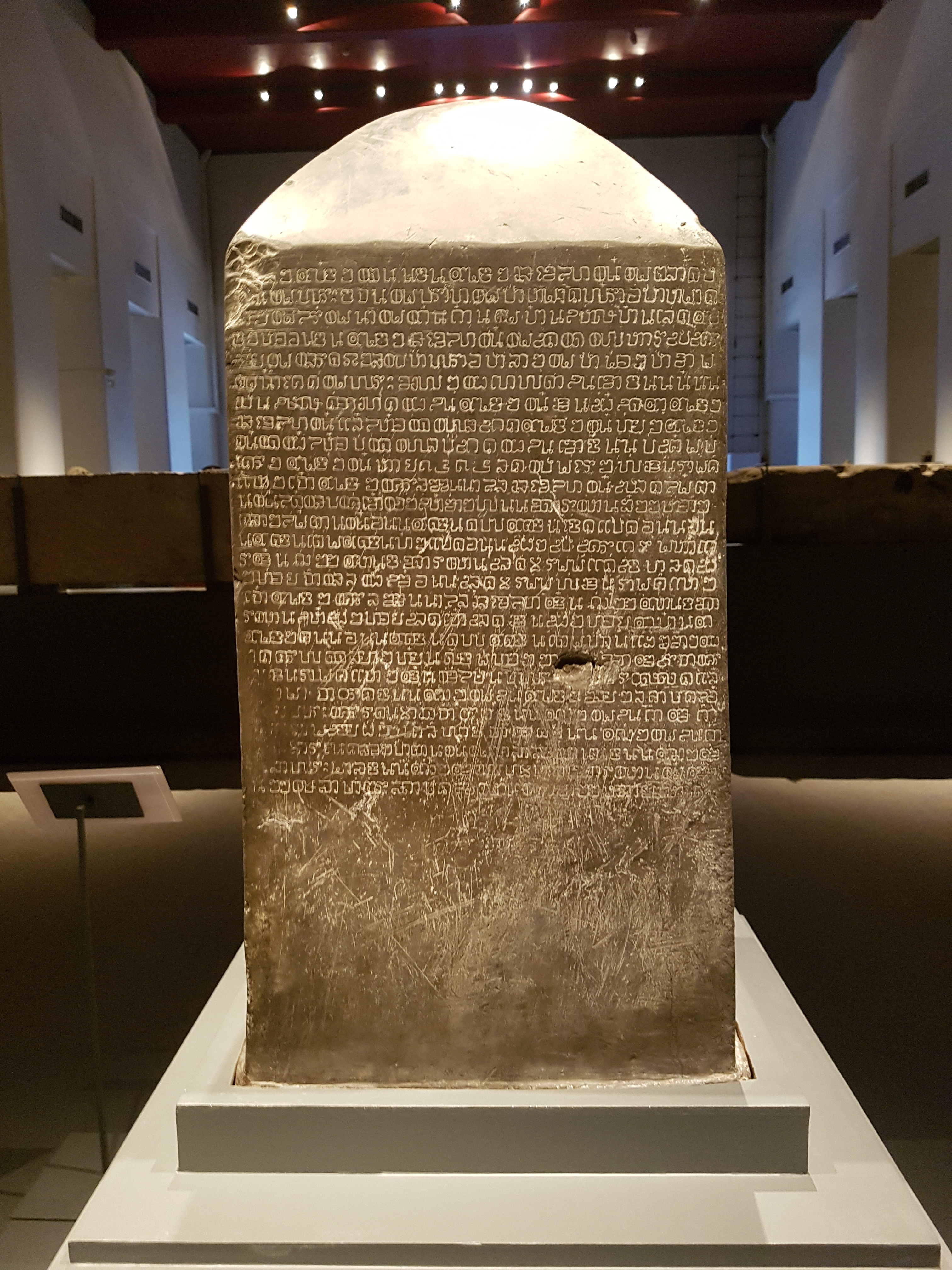
La estela de Ramkhamhaeng, Museo nacional de Bangkok

Mucha de la información biográfica de arriba viene de una inscripción en piedra en la estela de Ramkhamhaeng, ahora en el Museo Nacional de Bangkok.
Esta piedra fue descubierto supuestamente en 1833 por el rey Mongkut (entonces todavía un monje) en el Mahathat Wat. La autenticidad de la piedra - o al menos partes de ella - ha sido puesta en duda. Piriya Krairiksh, el académico de la Thai Khadi instituto de investigación, señala que el tratamiento de la estela de vocales sugiere que sus creadores habían sido influenciados por los sistemas de alfabeto europeo, por lo que concluye que la estela fue inventada por alguien durante el reinado de Rama IV, o poco antes. El asunto es muy polémico, ya que si la piedra es en realidad una mentira, toda la historia del período tendría que ser reescrita.
Los eruditos todavía están divididos sobre la cuestión acerca de la autenticidad de la estela de Sigue siendo una anomalía entre los escritos contemporáneos, y, de hecho, ninguna otra fuente se refiere al Rey Ramkhamhaeng por su nombre. Algunos autores afirman que la inscripción fue totalmente un invento del siglo XIX, algunos afirman que las primeras 17 líneas son verdaderas, algunos de que la inscripción fue fabricada por el rey Lithai (un rey posterior Sukhothai), y algunos eruditos todavía se aferran a la idea de que la inscripción es verídica. La inscripción y la imagen de una utopía Sukhothai sigue siendo fundamental para el nacionalismo tailandés, y la sugerencia de que podría haber sido falsificada en la década de 1800 le causó a Michael Wright, un erudito británico, la amenaza de deportación en virtud de lesa majestad en leyes tailandesas.

### Otros
Rey Ramkhamhaeng es el líder de los siameses en Civilization 5. Su capacidad nacional es el "Los Hijos del Padre Estado": La cultura y alimentos provenientes de las Ciudad-Estados aliadas aumenta en un 50%.